# Championnat de France de beach soccer 2024
Navigation
2023 2025
Le National Beach Soccer 2024 est la treizième édition du Championnat de France de beach soccer.
Pour sa seconde finale nationale consécutive, l'USC Minots de Marseille conserve son titre.

## Qualifications
Les douze équipes finalistes sont issues de la phase régionale.
Le Mouilleron SF Beach Team est vainqueur des qualifications de la Ligue de football des Pays de la Loire. Le Beach Team Cévennes Méridionales se qualifie pour la finale du NBS.
Le FC Saint-Médard-en-Jalles, vainqueur de la finale régionale de Nouvelle-Aquitaine, est aussi qualifié, accompagné du SC Saint-Pierre-du-Mont.
Le nouvellement créé Beach Soccer Indre est la seule équipe de la région Centre-Val de Loire, qui accueille la finale nationale du NBS.
Vice-champion d’Aquitaine, la commission de la FFF repêche le SC Saint-Pierre-du-Mont.

## Finale nationale

### Organisation et format
La finale du National beach soccer 2024 a lieu à Châteauroux au sein de la Plaine départementale des sports, qui a déjà accueilli l'équipe de France de beach soccer du 18 au 21 juillet.
Les équipes sont réparties en quatre groupes de trois clubs, avec quatre têtes de série : l’USC Minots de Marseille (tenant du titre, poule 2), La Grande-Motte BS (finaliste 2023, poule 3), Montpellier HSC BS (poule 1) et Marseille BT (poule 4). Les premiers s'affrontent en demi-finales à élimination directe pour le titre de champion, les deuxièmes pour les places de cinquième à septième tandis que les troisièmes jouent de la neuvième à la douzième position.
| Club                      | Ligue régionale      | Nbr participation(s) | Création | Dernière participation | Meilleur résultat | Groupe |
| ------------------------- | -------------------- | -------------------- | -------- | ---------------------- | ----------------- | ------ |
| Montpellier-Hérault BS    | Occitanie            | 8e                   | 2013     | 2023                   | finaliste         | 1      |
| Grande-Motte Pyramide BS  | Occitanie            | 8e                   | 2014     | 2023                   | champion x5       | 3      |
| Mouilleron-le-Captif SP   | Pays de la Loire     | 2e                   | 2023     | 2023                   | -                 | 1      |
| FC Saint-Médard-en-Jalles | Nouvelle-Aquitaine   | 9e                   | 2013     | 2023                   | finaliste         | 2      |
| Marseille Beach Team      | Méditerranée         | 8e                   | 2011     | 2023                   | champion x2       | 4      |
| USC Minots de Marseille T | Méditerranée         | 2e                   | 2021     | 2023                   | champion x1       | 2      |
| SC Le Rheu                | Bretagne             | 1re                  |          | -                      | -                 | 3      |
| BSC Amnéville             | Grand-Est            | 1re                  |          | -                      | -                 | 2      |
| USP Saint-Omer            | Hauts-de-France      | 1re                  |          | -                      | -                 | 1      |
| BT Cévennes Méridionales  | Auvergne-Rhône-Alpes | 1re                  |          | -                      | -                 | 3      |
| SPC St-Pierre-du-Mont     | Nouvelle-Aquitaine   | 1re                  |          | -                      | -                 | 4      |
| Beach soccer Indre        | Centre-Val de Loire  | 1re                  | 2024     | -                      | -                 | 4      |

La finale voit de nombreux internationaux français s'affronter :
- Marseille BT (4) : Alexandre Artuphel, Aness Gharbi, Kylian Varrel, Jérémy Bru
- Minots de Marseille (4) : Anthony Constant, Thierry Daluz, Salim Laassami, Dionizio Santos Dias
- Montpellier HBS (3) : Anthony Nelson, Lucas Segura, Christophe Tillet
- Grande Motte Pyramide (2) : Théo Guérin, Anthony Fayos
- FC Saint-Médard-en-Jalles (1) : Lucas Drouillet

### Matchs de classement
Les demi-finales débouchent sur deux courtes victoires des équipes marseillaises.
Le National beach soccer se clôt par une finale 100% marseillaise. Les Minots de Marseille gardent leur titre au terme d’une finale a suspense face à Marseille Beach Team (6-5). Menant (2-0) puis mené de deux buts (2-4), le tenant du titre réussi à revenir pour garder sa couronne.
Le Montpellier HSC BS complète le podium face au Beach Team Cévennes (3-2) dans le match pour la troisième place.
|  | Demi-finales         | Demi-finales         |                        |   | Finale | Finale |
|  | Demi-finales         | Demi-finales         |                        |   | Finale | Finale |
|  |                      |                      |                        |   |        |        |
|  | 17h30                | 17h30                |                        |   | 16h    | 16h    |
|  | 17h30                | 17h30                |                        |   | 16h    | 16h    |
|  | Montpellier HSC BS   | 1                    |                        |   | 16h    | 16h    |
|  | Montpellier HSC BS   | 1                    |                        |   | 16h    | 16h    |
|  | Minots de Marseille  | 2                    |                        |   | 16h    | 16h    |
|  | Minots de Marseille  | 2                    | Minots de Marseille    | 6 |        |        |
|  | 19h                  |                      | Minots de Marseille    | 6 |        |        |
|  |                      | Marseille Beach Team | 5                      |   |        |        |
|  | Beach Team Cévennes  | Marseille Beach Team | 5                      | 4 |        |        |
|  | Beach Team Cévennes  |                      |                        | 4 |        |        |
|  | Marseille Beach Team | 5                    |                        |   |        |        |
|  | Marseille Beach Team | 5                    | Match pour la 3e place |   |        |        |
|  |                      |                      |                        |   |        |        |
|  | 14h30                |                      |                        |   |        |        |
|  |                      |                      |                        |   |        |        |
|  | Montpellier HSC BS   | 3                    |                        |   |        |        |
|  | Montpellier HSC BS   | 3                    |                        |   |        |        |
|  | Beach Team Cévennes  | 2                    |                        |   |        |        |
|  | Beach Team Cévennes  | 2                    |                        |   |        |        |

Le BSC Amnéville obtient la cinquième place décrochée au détriment du Grande Motte PBS (5-3) qui met fin à ses activités après cinq titres de champion (2015, 2016, 2018, 2019, 2022) en dix années de présence.

Dans le match pour la septième place, Mouilleron-le-Captif surclasse l'équipe locale de Beach Soccer Indre (8-2).
|  | Demi-finales de classement | Demi-finales de classement |               |   | 5e place | 5e place |
|  | Demi-finales de classement | Demi-finales de classement |               |   | 5e place | 5e place |
|  |                            |                            |               |   |          |          |
|  | 16h                        | 16h                        |               |   | 11h      | 11h      |
|  | 16h                        | 16h                        |               |   | 11h      | 11h      |
|  | Mouilleron-le-Captif SP    | 4tab3                      |               |   | 11h      | 11h      |
|  | Mouilleron-le-Captif SP    | 4tab3                      |               |   | 11h      | 11h      |
|  | BSC Amnéville              | 4tab4                      |               |   | 11h      | 11h      |
|  | BSC Amnéville              | 4tab4                      | BSC Amnéville | 5 |          |          |
|  | 16h                        |                            | BSC Amnéville | 5 |          |          |
|  |                            | Grande-Motte PBS           | 3             |   |          |          |
|  | Grande-Motte PBS           | Grande-Motte PBS           | 3             | 9 |          |          |
|  | Grande-Motte PBS           |                            |               | 9 |          |          |
|  | Beach Soccer Indre         | 5                          |               |   |          |          |
|  | Beach Soccer Indre         | 5                          | 7e place      |   |          |          |
|  |                            |                            |               |   |          |          |
|  | 11h                        |                            |               |   |          |          |
|  |                            |                            |               |   |          |          |
|  | Mouilleron-le-Captif       | 8                          |               |   |          |          |
|  | Mouilleron-le-Captif       | 8                          |               |   |          |          |
|  | Beach Soccer Indre         | 2                          |               |   |          |          |
|  | Beach Soccer Indre         | 2                          |               |   |          |          |

Pour le dernier tiers du classement, Le Rheu Football inflige une lourde défaite à l'US Pays-de-Saint-Omer (12-0) pour s'adjuger la neuvième place.
Finaliste en 2015 et 2016, Saint-Médard-en-Jalles obtient la onzième place après une victoire convaincante (8-3) face à Saint-Pierre-du-Mont.
|  | Demi-finales de classement | Demi-finales de classement |                       |   | 9e place | 9e place |
|  | Demi-finales de classement | Demi-finales de classement |                       |   | 9e place | 9e place |
|  |                            |                            |                       |   |          |          |
|  | 14h30                      | 14h30                      |                       |   | 9h30     | 9h30     |
|  | 14h30                      | 14h30                      |                       |   | 9h30     | 9h30     |
|  | US Pays de St-Omer         | 3                          |                       |   | 9h30     | 9h30     |
|  | US Pays de St-Omer         | 3                          |                       |   | 9h30     | 9h30     |
|  | FC St-Médard-en-J.         | 2                          |                       |   | 9h30     | 9h30     |
|  | FC St-Médard-en-J.         | 2                          | US Pays de Saint-Omer | 0 |          |          |
|  | 14h30                      |                            | US Pays de Saint-Omer | 0 |          |          |
|  |                            | SC Le Rheu                 | 12                    |   |          |          |
|  | SC Le Rheu                 | SC Le Rheu                 | 12                    | 5 |          |          |
|  | SC Le Rheu                 |                            |                       | 5 |          |          |
|  | St-Pierre-du-Mont          | 4                          |                       |   |          |          |
|  | St-Pierre-du-Mont          | 4                          | 11e place             |   |          |          |
|  |                            |                            |                       |   |          |          |
|  | 9h30                       |                            |                       |   |          |          |
|  |                            |                            |                       |   |          |          |
|  | FC St-Médard-en-J.         | 8                          |                       |   |          |          |
|  | FC St-Médard-en-J.         | 8                          |                       |   |          |          |
|  | St-Pierre-du-Mont          | 3                          |                       |   |          |          |
|  | St-Pierre-du-Mont          | 3                          |                       |   |          |          |

## Bilan

### Classement final
Les deux clubs finalistes de Marseille sont qualifiés pour la Coupe d'Europe en 2025, au même titre que Montpellier HSC, troisième.
| #  | Club                      | Ligue régionale      | Meilleur résultat précédent finaliste |
| -- | ------------------------- | -------------------- | ------------------------------------- |
| 1  | USC Minots de Marseille T | Méditerranée         | champion x1                           |
| 2  | Marseille Beach Team      | Méditerranée         | champion x2                           |
| 3  | Montpellier-Hérault BS    | Occitanie            | finaliste x3                          |
| 4  | BT Cévennes Méridionales  | Auvergne-Rhône-Alpes | -                                     |
| 5  | BSC Amneville             | Grand-Est            | -                                     |
| 6  | Grande-Motte Pyramide BS  | Occitanie            | champion x5                           |
| 7  | Mouilleron-le-Captif SP   | Pays de la Loire     | -                                     |
| 8  | Beach soccer Indre        | Centre-Val de Loire  | -                                     |
| 9  | SC Le Rheu                | Bretagne             | -                                     |
| 10 | USP Saint-Omer            | Hauts-de-France      | -                                     |
| 11 | FC Saint-Médard-en-Jalles | Nouvelle-Aquitaine   | finaliste x2                          |
| 12 | SPC St-Pierre-du-Mont     | Nouvelle-Aquitaine   | -                                     |

### Statistiques
121 buts sont inscrits lors des 24 matches joués, soit une moyenne 5,04 buts par match.

### Récompenses individuelles
Des joueurs du Marseille Beach Team sont récompensés. Le titre du meilleur joueur du tournoi est attribué à Sami Ousfane tandis que Jérémy Bru termine meilleur buteur avec seize réalisations.